# 그 남자, 흉폭하다
《그 남자, 흉폭하다》(その男、凶暴につき 소노 오토코, 쿄보니츠키[*], Violent Cop)은 1989년 8월 12일에 개봉된 일본의 영화이다. 기타노 다케시의 첫 감독 영화이며, 쇼치쿠후지가 배급을 맡았다.

## 개요
제작자 오쿠야마 가즈요시의 기획 단계에서는 후카사쿠 긴지가 감독, 기타노 다케시가 주연을 맡을 예정이었다. 각본가로 노자와 히사시가 기용돼, 〈《제3의 사나이》 하드보일드 버전〉을 컨셉으로 제1고가 완성됐으며, 그 당시 제목은 《작열》(灼熱)이었다.

## 줄거리
수도권 모 도시에 사는 남자, 아즈마 료스케는 범죄자를 쫓기 위해서는 폭력 행사도 불사하는 흉폭한 형사이다. 그 지나친 수사와 난폭한 성격으로, 근무하는 서내에서도 위험한 인물로 꺼려지고 있었다. 경찰이라는 조직에서 어긋난 아즈마지만, 자신을 이해해주는 몇 안되는 동료와 실없는 농담을 나누고, 술을 마시기도 하며 완전한 고립은 모면하고 있다.
그런 어느 날, 항구에서 마약 판매원이 살해 당한 시체가 발견된다. 아즈마는 신입 기쿠치를 데리고 사건 수사를 시작하고, 용의자를 차고 때리는 폭력 행위도 마다않는 강경한 수단으로 차례차례 범행의 전모를 파해친다. 그리고 각성제 밀매 조직의 우두머리로 암암리에 활동하는 사업가 니토와 그 부하인 킬러 키요히로의 존재를 밝혀냈다. 하지만 그 속에서 아즈마는 있을 수 없는 경악할 사실을 알게된다.

## 출연진
- 기타노 다케시: 아즈마 료스케
- 하쿠류: 킬러·키요히로
- 가와카미 마이코: 아즈마의 동생
- 사노 시로: 요시나리 새 서장
- 아시카와 마코토: 기쿠치 형사
- 엔도 겐이치: 마약 판매원·에모토
- 데라지마 스스무: 키요히로의 부하
- 히라이즈미 세이: 이와키 형사
- 오토나시 미키코: 이와키의 아내
- 기시베 잇토쿠: 사업가

## 제작진
- 감수: 구로이 가즈오
- 감독: 기타노 다케시
- 제작: 오쿠야마 가즈요시
- 각본: 노자와 히사시
- 음악: 구메 다이사쿠

## 수상
- 제11회 요코하마 영화제
  - 감독상 (기타노 다케시)
  - 일본 영화 베스트 10 제2위
- 제63회 키네마 준보 베스트 10 일본 영화 제8위